# Съкровище от Карамболо
Съкровището от Карамболо е съставено от златни предмети и керамични изделия.
Те са дело на майстори от тартеската култура и е открито на възвишението Карамболо, муниципалитет Камас, на три километра от Севиля, в близост до шосе, разделящо районите на Уелва и Мерида.
Изложено е в Археологическия музей в град Севиля.

## Галерия
- Копия на предмети от съкровището
- Пекторал
- Браслет
- Пекторал
- Шийно украшение